# علي فتح الباب
علي سيد فتح الباب عضو سابق بـمجلس الشعب المصري لعدة دورات برلمانية (1995-2000) و (2000-2005) و (2005 - 2010) عن دائرة حلوان وعضو الكتلة البرلمانية للإخوان المسلمين ورئيس لجنة الشئون الإفريقية بمجلس الشورى بعد ثورة ثورة 25 يناير

## المؤهلات الدراسية
- حاصل الثانوية العامة عام 1975م.

## العمل السياسي والعام
- عضو اللجنة النقابية بشركة الحديد والصلب من 1991 - 1996م.
- عضو منتخب بمجلس إدارة شركة الحديد والصلب من 2001- 2006.
- سكرتير لجنة الزكاة بشركة الحديد والصلب وأحد المؤسِّسين للجنة.
- عضو مجلس الشعب للفصل التشريعي السابع (1995- 2000).
- عضو مجلس الشعب للفصل التشريعي الثامن (2000- 2005).
- عضو مجلس الشعب للفصل التشريعي التاسع (2005- 2010).
- عضو أول مجلس شورى منتخب بعد ثورة 25 يناير (2012- 2013).

## أهم أعماله
شارك «علي فتح الباب» في مجلس الشعب المصري لعدة دورات برلمانية وكان له العديد من المقترحات مثل الإشراف القضائي على انتخابات الرئاسة، وبالرغم من أن الكتلة البرلمانية للإخوان كانت لا تتعدى 3% من إجمالي عدد أعضاء المجلس إلا أن دورهم الرقابي من أسئلة وطلبات إحاطة واستجوابات قد تجاوز نسبة 35% من حجم أعمال المجلس. مثَّل «علي فتح الباب» مصر والبرلمان المصري في العديد من المؤتمرات الدولية

## وصلات خارجية
- إخوان أون لاين -برلمان 2005